# Островский, Александр Анатольевич
Алекса́ндр Анато́льевич Остро́вский (26 апреля 1959, Омск — 3 июня 2020) — советский боксёр первой средней весовой категории, выступал за сборную во второй половине 1980-х годов. Чемпион СССР, победитель Игр доброй воли, обладатель Кубка Европы, заслуженный мастер спорта. Также известен как главный тренер боксёрской команды ЦСКА.

## Биография
Александр Островский родился 26 апреля 1959 года в Омске. В детстве активно занимался плаванием, плавал стометровки кролем и баттерфляем, получил первый взрослый разряд, но после смерти тренера решил оставить этот вид спорта. В возрасте тринадцати лет записался в секцию бокса, базирующуюся в зале спортивного клуба «Сибирский нефтяник», тренировался под руководством заслуженного тренера Леонида Киселёва. Первого серьёзного успеха на ринге добился в 1980 году, когда одержал победу на отборочных зональных соревнованиях, на первенстве Центрального совета «Труд» и впервые поучаствовал в состязаниях взрослого чемпионата СССР, где на стадии четвертьфиналов со счётом 2:3 уступил Исраелу Акопкохяну. Этими достижениями обратил на себя внимание тренеров национальной сборной.
На чемпионате СССР 1985 года Островский выиграл в первом среднем весе серебряную медаль, а год спустя стал уже чемпионом. Будучи лучшим в своей весовой категории, представлял страну на Играх доброй воли в Москве и выиграл здесь золотую награду, одолев всех своих соперников — тем самым выполнил норматив мастера спорта международного класса. В 1987 году занял на первенстве Советского Союза лишь третье место и с этого момента перестал попадать в основной состав сборной. Несмотря на это, Александр Островский вплоть до 1989 года продолжал ездить на крупные международные турниры, в том числе был победителем на таких престижных соревнованиях как «Странджа» и «Ринг Софии» в Болгарии, «TSC» в Германии, «Золотой пояс» в Румынии, Кубок короля в Таиланде, «Фолькс Штимме» в Австрии, Мемориал Вацлава Прохазки в Чехословакии, Кубок президента в Индонезии, Спартакиады дружественных армий, одерживал победы на матче СССР — США и на Кубке Европы. Всего за 16 лет в любительском боксе провёл 287 боёв, из них 276 окончил победой.
Покинув сборную, в 1990 году Островский решил попробовать себя на профессиональном уровне и уехал в США, однако каких-либо существенных успехов на этом поприще не добился, вскоре вернувшись в Россию. Жил в Москве, работал тренером в боксёрском клубе ЦСКА, был личным тренером Елены Савельевой и Софьи Очигавы. Окончил Сибирский государственный университет физической культуры и спорта, где учился на кафедре теории и методики бокса, фехтования и единоборств. В 2003 году за победу на Играх доброй воли и Кубке Европы присвоено почётное звание «Заслуженный мастер спорта России». Ежегодно в Омске проходит Всероссийский мастерский турнир класса «А» по боксу имени А. А. Островского. Был женат, имел двоих детей.